# Far Away (Nickelback)
Far Away è un singolo del gruppo rock canadese Nickelback, pubblicato nel 2006 ed estratto dall'album All the Right Reasons.

## Formazione
Gruppo
- Chad Kroeger - voce
- Ryan Peake - chitarra solista, cori
- Mike Kroeger - basso
- Daniel Adair - batteria, cori

Altri musicisti
- Brian Larson - tastiera

## Tracce
- CD Singolo (UK)

1. Far Away [Album Version] – 4:01
2. Far Away [Edit Version] – 3:42
3. Mistake [Live in Edmonton] – 5:11
4. Photograph [Acoustic] Rolling Stone Original – 6:55
5. Far Away [Video]

- CD Singolo

1. Far Away [Edit Version] – 3:42
2. Mistake [Live in Edmonton] – 5:11
3. Photograph [Acoustic] Rolling Stone Original – 6:55